# Cameron Medhurst
Cameron Bradley Medhurst, né le 10 juin 1965 à Melbourne dans l'État du Victoria, est un patineur artistique et entraîneur australien. Il est octuple champion d'Australie dans les années 1980.

## Biographie

### Carrière sportive
Cameron Medhurst est octuple champion d'Australie en 1982, puis entre 1984 et 1990.
Il représente son pays à trois mondiaux juniors (1979 à Augsbourg, 1980 à Megève et 1981 à London), neuf mondiaux seniors (1983 à Helsinki, 1985 à Tokyo, 1986 à Genève, 1987 à Cincinnati, 1988 à Budapest, 1989 à Paris, 1990 à Halifax, 1991 à Munich et 1992 à Oakland) et trois Jeux olympiques d'hiver (1984 à Sarajevo, 1988 à Calgary et 1992 à Albertville).
Il arrête les compétitions sportives après les mondiaux de 1992.

### Reconversion
Cameron Medhurst apparaît dans des spectacles sur glace et devient entraîneur et chorégraphe. Il est actuellement entraîneur à plein temps au Medibank Icehouse à Melbourne

## Palmarès
| Compétitions principales      | 1979    | 1980    | 1981    | 1982    | 1983    | 1984    | 1985    | 1986    | 1987    | 1988    | 1989    | 1990    | 1991    | 1992    |
| Jeux olympiques d'hiver       |         |         |         |         |         | 19e     |         |         |         | 19e     |         |         |         | 16e     |
| Championnats du monde         |         |         |         |         | 21e     |         | 18e     | 22e     | 22e     | 11e     | 10e     | 12e     | 17e     | 18e     |
| Championnats d'Australie      |         |         |         | 1er     | 2e      | 1er     | 1er     | 1er     | 1er     | 1er     | 1er     | 1er     |         |         |
| Championnats du monde juniors | 23e     | 16e     | 7e      |         |         |         |         |         |         |         |         |         |         |         |
|                               |         |         |         |         |         |         |         |         |         |         |         |         |         |         |
| Autres Compétitions           | 1978/79 | 1979/80 | 1980/81 | 1981/82 | 1982/83 | 1983/84 | 1984/85 | 1985/86 | 1986/87 | 1987/88 | 1988/89 | 1989/90 | 1990/91 | 1991/92 |
| Skate America                 |         |         |         |         |         |         |         |         | 9e      |         | 7e      | 10e     | 13e     |         |
| Skate Canada                  |         |         |         |         |         |         |         |         |         |         | 5e      | 10e     | 6e      |         |
| Trophée NHK                   |         |         |         |         |         |         |         |         |         | 9e      | 9e      | 13e     | 7e      | 10e     |
|                               |         |         |         |         |         |         |         |         |         |         |         |         |         |         |